# Dionisie Constandache
Dionisie Constandache (n. secolul al XX-lea, Salcia, România) este un cleric ortodox de stil vechi din România, care îndeplinește în prezent funcția de episcop-vicar al Bisericii Ortodoxe de Stil Vechi din România. 

## Biografie
Dionisie Constandache s-a născut în satul Salcia (județul Galați), din părinți binecredincioși. În perioada studiilor medii și gimnaziale, pe lângă activitatea cotidiană, a cântat în corul bisericii. La 1 martie 1985, deși era foarte tânăr, intră ca frate la Mănăstirea Slătioara, în vremea când, actualul mitropolit al Bisericii, I.P.S. Vlasie Mogârzan, îndeplinea funcția de stareț al mănăstirii. 
După doi ani petrecuți ca frate de mănăstire, în anul 1987 a fost tuns în monahism, de către I.P.S. Mitropolit Silvestru Onofrei, primind numele de monahul Dionisie. În anul 1991 este hirotonit ierodiacon de către I.P.S. Mitropolit Silvestru, în ziua prăznuirii Izvorului Tămăduirii, hramul Mănăstirii Brădățel (județul Suceava). Începând din anul 1995 i se încredințează sarcina de a întemeia un schit de călugări în localitatea Chilia Veche din Delta Dunării. A avut ca adăpost în primele luni, după propria mărturisire, o casă părăsită, după care a reușit să pună bazele unei biserici și a unui bloc de chilii. 
În anul 2004, de sărbătoarea Sfântului Pimen cel Mare⁠(en)[traduceți], este hirotonit ieromonah, pe seama Bisericii cu hramul „Sf. Atanasie al Athonului” din localitatea Chilia Veche. Ulterior este ridicat la rangul de protosinghel și hirotesit ca duhovnic. În cei 13 ani cât a viețuit în Chilia Veche, a reușit să strângă în jurul lui un număr de treisprezece ucenici. 
La data de 5/18 noiembrie 2007, duminică, de praznicul Sfinților Mucenici Galaction și Epistimia, părintele protosinghel Dionisie Constandache, starețul Mănăstirii Sfântul Athanasie Athonitul din județul Tulcea, a fost hirotonit la Mănăstirea Slătioara ca episcop-vicar al Bisericii Ortodoxe de Stil Vechi din România, cu titlul de „Gălățeanul. Hirotonirea PS Dionisie întru arhiereu a fost săvârșită de către ierarhii Bisericii Ortodoxe de Stil Vechi din România (IPS Vlasie Mogârzan, PS Demostene Ioniță, PS Ghenadie Gheorghe, PS Sofronie Oțel, PS Teodosie Scutaru, PS Antonie Tătaru, PS Iosif Mogârzan, PS Flavian Bârgăoanu și PS Glicherie Ieșeanul). 
PS Dionisie a fost înscăunat duminică, 19 noiembrie/2 decembrie 2007, în ziua prăznuirii Sfântului Prooroc Avdie, la noua reședință episcopală de la Mănăstirea Sfânta Treime din orașul Galați de către un sobor de ierarhi condus de IPS Mitropolit Vlasie Mogârzan, alături de PS episcopi Ghenadie Gheorghe Băcăuanul, Sofronie Oțel Suceveanul, Teodosie Scutaru Brașoveanul și de un sobor de preoți și diaconi, în prezența unui număr mare de credincioși. 